# 라파엘 모네오
호세 라파엘 모네오 바예스(스페인어: José Rafael Moneo Vallés, 1937년 5월 9일 ~ )는 스페인의 건축가이다. 1996년에 프리츠커상을 수상했다.

## 활동
라파엘 모네오는 스페인 투델라에서 태어났다. 1961년 마드리드 공과대학교의 ETSAM에서 건축학 학위를 받았다.
2012년, 아스투리아스 공 예술상을 수상할 당시 심사위원단은 모네오가 "고요하고 세심한 건축으로 도시 공간을 풍요롭게하는 작업을 하는 스페인 건축가”라고 평가했다.

### 주요 작업
- 메리다 로마 예술 박물관 (1986)
- 데이비스 미술관 (1993)
- 스톡홀름 현대미술관, 스웨덴 건축 및 디자인 센터 (1997)
- 프라도 미술관 확장안 (2007)
- 나바라 대학교 박물관 (2015)

## 수상 기록
- 스페인 건축상 (1961, 2015)
- 프리츠커상 (1996)
- RIBA 로열 골드 메달 (2003)
- 아스투리아스 공 예술상 (2012)
- 다카마쓰노미야 전하기념 세계문화상 (2017)